# 리처드 브레머
리처드 브레머(Richard Bremmer, 1953년 1월 27일 ~ )는 잉글랜드의 배우이다.

## 출연 작품
- 인 패브릭: 레드 드레스